# Christina
 For alternative betydninger, se Christine. (Se også artikler, som begynder med Christine)
Christina er et pigenavn, der stammer fra den katolske helgen Sankt Christina. Navnet forekommer i en række varianter, herunder Christine, Christin, Christinna, Kristine, Kristina, Kristin og Kristinna. Mere end 30.000 danskere bærer et af disse navne ifølge Danmarks Statistik.

## Kendte personer med navnet
- Christine af Sachsen, dansk dronning til kong Hans.
- Kristina, svensk dronning.
- Christina Aguilera, amerikansk sanger.
- Kristine Andersen, dansk håndboldspiller.
- Christine Antorini, dansk folketingsmedlem.
- Christina Applegate, amerikansk skuespiller.
- Kristin Halvorsen, norsk minister og partileder.
- Christine Keeler, engelsk fotomodel og centrum i Profumo-skandalen.
- Kristine Lunde, norsk håndboldspiller.
- Christine de Pizan, italiensk forfatter.
- Louise Christine Rasmussen, Frederik 7.'s tredje hustru (kendt som Grevinde Danner).
- Christina Roslyng, dansk håndboldspiller.
- Kristine Roug, dansk sejler.
- Christina Scherwin, dansk atletikudøver (spydkaster).
- Christine Skou, dansk skuespiller.
- Kristina Juel Stokkebroe, dansk sportsdanser.
- Leonora Christina Ulfeldt, dansk grevinde og forfatter.

## Navnet anvendt i fiktion
- Christine er en roman af Helle Stangerup fra 1985.
- Christine er en roman af Stephen King fra 1983.
- Christine er en filmatisering fra 1983 af Stephen Kings roman af samme navn.
- Den kvindelige hovedrolle i The Phantom of the Opera hedder Christine.
- Kristin Lavransdatter er en roman af Sigrid Undset.
- Kristina från Duvemåla er en musical af Benny Andersson og Björn Ulvaeus fra 1995 baseret på Vilhelm Mobergs Udvandrerne.
- Dronning Christina - film fra 1933